# Manuel Castillo
Manuel Castillo Navarro-Aguilera (Sevilla, España, 8 de febrero de 1930-ibídem, 1 de noviembre de 2005) fue un compositor español de música clásica.

## Biografía
Su primer profesor de música fue Norberto Almandoz, organista y maestro de capilla de la Catedral de Sevilla. Las enseñanzas de este compositor vasco, que había estudiado en París y conocía la música contemporánea, fueron una gran influencia para Manuel Castillo, como él mismo reconoció en los últimos años de su vida. De hecho, según sus propias palabras, a su primer maestro debía "el noventa por ciento" de lo que sabía de música.
Su primera aparición pública tuvo lugar el 16 de octubre de 1949, en un acto organizado por el Conservatorio de Música de Sevilla en conmemoración del centenario de la muerte de Chopin.
Posteriormente, continuaría sus estudios de composición con Conrado del Campo en Madrid y Nadia Boulanger en París. Fue, además de compositor, un gran pianista. En 1954 fue nombrado Profesor de Historia y Estética de la Música del Conservatorio Superior de Sevilla, y dos años después Catedrático de Piano. En este centro, ejercería también las labores de Subdirector, y, desde la dimisión de Norberto Almandoz en 1964, de Director. Años más tarde, en 1978, abandonó este cargo para dedicarse por entero a la actividad creativa.
Su vocación religiosa lo impulsó a ingresar en el seminario en 1956, ejerciendo el sacerdocio hasta 1970. En los años 1959 y 1990 fue Premio Nacional de Música. En 1988 fue nombrado Hijo Predilecto de Andalucía. En 1989, fue nombrado académico correspondiente de la Real Academia de Bellas Artes de Nuestra Señora de las Angustias de Granada.

## Obra[6]
Su obra ha sido calificada como «transvanguardista». Es poseedor, sin duda, de un lenguaje propio. Tomás Marco, en su monografía, afirma: «No está ni más acá de la vanguardia ni más allá tampoco, sino que la tiene en cuenta, la conoce, la valora, la usa eventualmente si la necesita y se mantiene en unos límites de lenguaje que le son propios».

### Dramática y vocal

#### Dramática
- Fiat América , 1968;
- El arcángel de la niebla , 1971;
- En las hojas del tiempo (baile de seises), 1992;

#### Coral
| - Canciones de Juan Ramón, 1954; - Ave María, 1961; - 2 cantigas de Alfonso X, 1965; - Misa andaluza, 1965; | - Antífonas de Pasión, 1970; - 3 cantos para recordar a Eslava, 1978; - Plegaria a Nuestra Señora de la Presentación, 1985; - Tembra un neno, 1985; - 3 nocturnos, 1994 |

#### Vocal
| - Misa de Corpus Christi, 1963; - Cant. del Sur, 1975; - Presencia infantil , 1979; | - 5 sonetos lorquianos, 1986; - Canto a la conquista de Málaga, 1988; |

### Instrumental
| - Kasidas del Alcázar, 1984; - Sonata para Guitarra, 1986; - Tres Preludios, 1987; - Vientecillo de primavera, 1996; |

#### Orquestal
| - Concierto para piano número 1, 1958; - Partita para flauta solista y orquesta de cuerda, 1962; - Concierto para piano número 2, 1966; - Coral y diferencias, órgano y cuerda, 1969; - Sinfonía número 1, 1969; - Sonata, órgano y cuerda, 1969; - Concierto para piano número 3, 1977; | - Cuatro cuadros de Murillo, 1982; - Concierto para 2 pianos y orquesta, 1984; - Concierto para violín, 1985; - Concierto para guitarra., 1990; - Sinfonía. número 2, 1992; - Sinfonía. número 3 ‘Poemas de Luz’, 1994; - Sinfonietta homenaje a Manuel de Falla, 1996 |

#### Música de cámara e instrumentos solistas
| - Sonatina, 1949; - Tempo de danza, 1949; - 2 apuntes de Navidad, 1952; - Suite, 1952; - Tocata para piano, 1952; - Nocturnos de Getsemaní, 1953; - Preludio para la mano izquierda, 1953; - Canción y danza, 1955; - Quinteto de viento, 1955; - 3 impromptus, 1957; - 3 piezas, 1959; - Preludio, diferencias y tocata, 1959; - Estudio-Sonatina, 1963; | - Sonata, 1972; - Introducción al piano contemporáneo, 1975; - Tempus, 1980; - Ofrenda, 1982; - Nocturno en Sanlúcar, 1985 - Intimus, 1986; - Piano a cuatro, 1986; - Para Arthur, 1987; - Orippo.Recitativo y allegro para clarinete y orquesta de cuerda, 1991; - Marco para un acorde de Tomás, 1992; - Perpetuum, 1992; - Invención, 1995; |

#### Órgano
| - Elevación, 1957; - Suite, 1957; - Hi accipient, 1960; - Fantasía para un libro de órgano, 1972; - Preludio, tiento y chacona, 1972; | - Diferencias sobre un tema de Falla, 1975; - Sinfonía, 1991; - Variaciones sobre un tema de Almandoz, 1991 (encargo de la Quincena Musical de San Sebastián; estrenada por Esteban Elizondo); - Retablos de los Venerables, 1993; - Modo antiquo, 1994; |